# Herta
Herta of Hertha is een voornaam voor een meisje. Er bestaan verschillende theorieën voor de oorsprong van de naam.
Het zou een verkorting kunnen zijn van namen met de stam hard- of hert-. De naam zou daarmee wijzen op de betekenis stevig, dapper of sterk. Een andere theorie is dat de naam een onjuiste afleiding of verschrijving is van de naam van de godin van de aarde, Nerthus.